# NA-8110
La  NA-8110  es una carretera local perteneciente a la Red de Carreteras de Navarra que se inicia en la rotonda de Aizoáin (PA-31) y termina en la rotonda de acceso al Polígono de Berriozar. Tiene una longitud de 0,35 kilómetros.